# 순노부
순노부(順奴部)는 고구려 오부 중 하나이다. 환나, 환나부와 같은 명칭들은 순노부를 지칭하는 것으로 추정된다.
9대 고국천왕에 의해 5부가 행정적 5부(동·서·남·북·중)로 개편된 뒤에는 서부(西部), 우부(右部) 또는 백부(白部)로 불렸다. 

## 개요
고구려를 구성한 유력 세력 중 하나로서 3세기 이후에는 중앙 귀족으로 변모되었다.

## 인물
- 설유
- 어지류

## 같이 보기
- 계루부
- 관노부
- 소노부
- 순노부
- 절노부